# Bridgeport (Oklahoma)
Bridgeport – miasto w Stanach Zjednoczonych, w stanie Oklahoma, w hrabstwie Caddo.